# Андриенко, Елизавета Юрьевна
Елизавета Юрьевна Андриенко (род. 9 ноября 1991 года) - российская пловчиха в ластах.

## Карьера
Тренируется в ДЮСШ "ВВС УСЦ им. В. А. Шевелева" Томска. Тренер - А.А. Гранкин.
На вторых Всемирных студенческих соревнованиях по плаванию в ластах, которые проходят в польском городе Ольштын, завоевала две золотые медали.
Окончила бакалавриат в НИ ТГУ, факультет физической культуры; магистратуру в Томском  государственном педагогическом университете.
Входит в основной состав сборной России. 
Спортивный судья 1 категории.
Томичка Елизавета Андриенко завоевала серебряную медаль на дистанции 50 метров в ластах в финале Кубка мира по плаванию  в столице Египта Каире, сообщает в субботу пресс-служба областной администрации.
https://www.riatomsk.ru/article/20151010/tomichka-elizaveta-andrienko-vzyala-serebro-na-kubke-mira-po-plavaniyu/
Достижения
2010 год
1 место. Чемпионат России. Плавание в ластах, эстафета 4 * 100 м
3 место. Чемпионат России. Плавание в ластах, 100 м
2011 год
1 место. Чемпионат России. Плавание в ластах, эстафета 4 * 100 м
2 место. Чемпионат России. Плавание в ластах, 50 м
3 место. Чемпионат России. Ныряние в ластах в длину, 50 м
3 место. Этап Кубка мира. Плавание в ластах, 100 м
2012 год
1 место. Кубок Росси. Плавание в ластах, эстафета 4 * 100 м
2 место. Чемпионат России. Плавание в ластах, 50 м
3 место. Чемпионат России. Ныряние в ластах в длину, 50 м
1 место. Этап Кубка мира. Плавание в ластах, эстафета 4 * 100 м
2 место. Этап Кубка мира. Ныряние в ластах в длину, 50 м
3 место. Этап Кубка мира. Плавание в ластах, 100 м
2013 год
1 место. Кубок России. Плавание в ластах, 50 м
2 место. Кубок России. Плавание в ластах, эстафета 4 * 100 м
2 место. Кубок России. Плавание в ластах, эстафета 4 * 200 м
2 место. Чемпионат России. Плавание в ластах, 50 м
2 место. Чемпионат России. Плавание в ластах, эстафета 4 * 100 м
2 место. Этап Кубка мира. Плавание в ластах, эстафета 4 * 100 м
3 место. Этап Кубка Мира. Подводное плавание, 100 м
2014 год
1 место. Кубок России. Плавание в ластах, эстафета 4 * 100 м
2 место. Кубок России. Ныряние в ластах в длину, 50 м
1 место. Чемпионат России. Плавание в ластах, эстафета 4 * 100 м
3 место. Чемпионат России. Подводное плавание, 100 м
3 место. Чемпионат России. Плавание в ластах, 50 м
3 место. Чемпионат Европы. Плавание в ластах, 50 м
1 место. Этап Кубка мира. Плавание в ластах, 100 м
1 место. Этап Кубка мира. Ныряние в ластах в длину, 50 м
1 место. Этап Кубка мира. Плавание в ластах, 50 м
1 место. Финал Кубка мира. Плавание в ластах, 50 м
3 место. Финал Кубка мира. Ныряние в ластах в длину, 50 м
2 место. Финал Кубка мира. Плавание в ластах, эстафета 4 * 100 м
2015 год
2 место. Кубок России. Плавание в ластах, 50 м
3 место. Кубок России. Подводное плавание, 100 м
3 место. Кубок России. Ныряние в ластах в длину, 50 м
2 место. Кубок России. Плавание в ластах, эстафета 4 * 100 м 
2 место. Чемпионат России. Плавание в ластах, 50 м
1 место. Чемпионат России. Ныряние в ластах в длину, 50 м
1 место. Чемпионат России. Плавание в ластах, эстафета 4 * 100 м 
1 место. Этап Кубка мира. Плавание в ластах, 50 м
2 место. Этап Кубка мира. Ныряние в ластах в длину, 50 м
2 место. Этап Кубка мира. Подводное плавание, 100 м
2 место. Этап Кубка мира. Ныряние в ластах в длину, 50 м
2 место. Этап Кубка мира. Плавание в ластах, 100 м
2 место. Этап Кубка мира. Плавание в ластах, 50 м
2 место. Финал Кубка мира. Плавание в ластах, 50 м
2016 год
3 место. Чемпионат России. Плавание в ластах, 50 м
1 место. Чемпионат России. Плавание в ластах, эстафета 4 * 100 м
1 место. Чемпионат России. Ныряние в ластах в длину, 50 м
1 место. Этап Кубка мира (Венгрия). Плавание в ластах, эстафета 4 * 100 м
2 место. Этап Кубка мира (Венгрия). Плавание в ластах, 50 м
3 место. Этап Кубка мира (Венгрия). Подводное плавание, 100 м
1 место. Этап Кубка мира (Франция). Плавание в ластах, эстафета 4 * 100 м
2 место. Этап Кубка мира (Франция). Плавание в ластах, 50 м
2 место. Этап Кубка мира (Франция). Подводное плавание, 100 м
2 место. Этап Кубка мира (Франция). Ныряние в ластах в длину, 50 м